# Richard Speck
Richard Benjamin Speck (Kirkwood, Illinois, 6 december 1941 – Stateville Penitentiary, Joliet, Illinois, 5 december 1991) was een Amerikaans staatsburger die in 1966 acht vrouwen vermoordde.

## Jeugd
Speck werd geboren in Kirkwood, Illinois. Hij was het zevende van acht kinderen en werd zeer religieus opgevoed. Toen hij zes was, stierf Specks vader. Zijn moeder hertrouwde, maar haar nieuwe man mishandelde de kinderen regelmatig. Op 20-jarige leeftijd trouwde Speck met de vijftienjarige Shirley Malone, maar in januari 1966 vroeg zijn vrouw een echtscheiding aan.

## De moorden

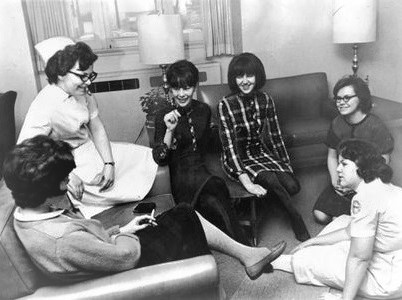
Vijf van de acht zusters (1965)

Op 14 juli 1966 klopte Speck aan bij een verpleegstershuis in Chicago, Illinois. De 23-jarige Corazon Amurao deed open. Hij bedreigde haar met een mes en een pistool en dwong haar om zich met twee van haar vriendinnen naar een kamer op de eerste verdieping te begeven. Daar waren nog eens drie meisjes aanwezig. Even later kwamen nog drie verpleegsters thuis, die Speck ook naar de kamer leidde. Vervolgens bond hij ze allemaal aan handen en voeten met repen lakens. Hij stal het geld van de verpleegsters om zijn reis naar New Orleans te kunnen betalen.
Hij verwijderde de boeien van de 20-jarige Pamela Wilkening en nam haar mee naar een van de slaapkamers. Daar stak hij haar met een mes in de borst en wurgde haar. Vervolgens leidde hij Mary Jordan en Suzanne Farris naar een andere kamer, waar hij ze beiden met meerdere messteken om het leven bracht. Nina Schmale, Valentina Pasion en Merlita Gargullo kwamen op gelijke wijze om het leven. Specks laatste slachtoffers werden beiden gewurgd. Het lichaam van Patricia Matusek werd in de badkamer gevonden, Gloria Davy lag op de bank in de woonkamer. De enige van de negen verpleegsters die Specks bloeddorst had overleefd, was Corazon Amurao, die zich onder een bed had verborgen.

## De arrestatie en rechtszaak
Zodra Speck het pand had verlaten, kwam Amurao onder het bed vandaan en rende naar het balkon. Daarvandaan schreeuwde ze om de politie. Speck werd op 19 juli gearresteerd, nadat hij had geprobeerd zelfmoord te plegen en in het ziekenhuis aan zijn tatoeage herkend werd. Amurao wees hem aan als de moordenaar, maar Speck beweerde zich de moorden niet te kunnen herinneren. Vingerafdrukken bevestigden dat Speck de acht vrouwen om het leven had gebracht. Op 3 april 1967 begon het proces in Peoria County, ten zuiden van Chicago. Speck werd op 15 april schuldig bevonden aan achtvoudige moord en veroordeeld tot de doodstraf. Het Supreme Court had echter net de doodstraf onconstitutioneel verklaard (een oordeel dat later werd teruggedraaid) en Specks straf werd omgezet in 400 jaar gevangenisstraf. Tot 1978 bleef hij zijn onschuld volhouden, maar in dat jaar vertelde hij een journalist dat hij schuldig was. Richard Benjamin Speck overleed op 5 december 1991 aan een hartaanval, een dag voor zijn vijftigste verjaardag.

## Naslagwerken
- J.H.H. Gaute en Robin Odell, Beruchte Moordzaken, 1996, Harrap Books, Londen.

- International Standard Name Identifier: 0000 0000 2656 8746
- Library of Congress Control Number: n84005010
- SNAC: w6g824h2
- Virtual International Authority File: 28462130
- WorldCat: E39PBJdrHBHBtDcpXtbvG69dQq